# Destructo
Destructo, o The Island of Dr. Destructo come appare nelle schermate dei titoli ma non sulla confezione, è un videogioco di combattimento aereo pubblicato nel 1987 per Amstrad CPC, Commodore 64 e ZX Spectrum. Uscì direttamente in edizione economica con il marchio Bulldog Software, un'etichetta di Mastertronic. È ispirato non ufficialmente al videogioco arcade Two Tigers (Bally Midway, 1984).

## Modalità di gioco
Uno o due giocatori in simultanea pilotano il proprio aereo da caccia a elica contro la flotta aerea del dottor Destructo, con l'obiettivo di distruggere la sua flotta navale e infine la sua fortezza su un'isola. Ogni livello consiste in una schermata fissa con visuale di profilo; buona parte della base dello schermo è occupata dall'obiettivo, una nave o un'installazione su un'isola, mentre nel cielo soprastante passano schiere interminabili di velivoli nemici di vario tipo. Uscendo da un bordo dello schermo si ricompare in quello opposto. L'aereo del giocatore può ruotare in tutte le direzioni, accelerare e sparare con munizioni illimitate contro i velivoli. Dispone inoltre di una sola bomba per livello per colpire l'obiettivo, ma la maggior parte degli attacchi contro di esso vengono fatti abbattendo i nemici: le loro carcasse in fiamme, infatti, se cadono sull'obiettivo lo danneggiano. I colpi inflitti scavano progressivamente dei buchi, che quando sono abbastanza profondi creano uno zampillo d'acqua. Raggiunto un certo numero di zampilli la nave affonda e il livello è superato. C'è un limite di tempo complessivo di 7 giorni, visibile dal passaggio alternato del sole e della luna sullo sfondo.